# FC 다키아 키시너우
FC 다키아 키시너우(FC Dacia Chişinău)는 몰도바의 수도인 키시너우를 연고지로 하는 축구팀이었다. 1999년에 창단되었고, 2002–03 시즌부터 디비지아 나치오날러에 참가하였다. 2017년 시즌 이후 해체되었다.

## 역대 감독
| 감독                | 임기        |
| ------------------- | ----------- |
| 이고리 도브로볼스키 | 2010 ~ 2013 |
| 이고리 도브로볼스키 | 2015        |